# Cyclopentolate
Le cyclopentolate est un médicament utilisé pour dilater les yeux afin de faciliter les examens oculaires.

## Usage médical
Il peut également être utilisé pour soulager la douleur de l'uvéite. Il est appliqué sous forme de gouttes pour les yeux. L'effet maximal se produit dans l'heure qui suit et dure généralement environ un jour,.

## Effets secondaires
Les effets secondaires courants sont une augmentation de la pression oculaire, une irritation des yeux, une vision floue et une sensibilité à la lumière; d'autres effets secondaires peuvent inclure des changements de comportement et des réactions allergiques. La sécurité pendant la grossesse n'est pas claire. Il s'agit d'un antagoniste muscarinique.

## Histoire
Le cyclopentolate a été approuvé pour un usage médical aux États-Unis en 1974. Il est disponible sous forme de médicament générique. Il figure sur la liste des médicaments essentiels de l'Organisation mondiale de la santé comme alternative au tropicamide. Au Royaume-Uni, 10 ml  coûtent au NHS environ 11 livres sterling à partir de 2021. Ce montant aux États-Unis est d'environ 18 dollar américain.